# Philippe Triboit
Philippe Triboit est un réalisateur et scénariste français.

## Filmographie

### Assistant réalisateur
- 1971 : Les Jambes en l'air de Jean Dewever
- 1974 : Le Solitaire d'Alain Brunet
- 1974 : Dis-moi que tu m'aimes de Michel Boisrond
- 1975 : La Rage au poing d'Éric Le Hung
- 1976 : Le Grand Fanfaron de Philippe Clair

### Réalisateur
- 1986 : Danger Passion
- 1989 : Riot Gun
- 1992 : Flash, le reporter-photographe
- 1993 : Inspecteur Médeuze
- 1994 : La Fille du roi
- 1995 : Maria fille de Flandre
- 1995 : L'Instit
- 1996 : Profession: grand frère
- 1997 : Les Braconniers de Belledombre
- 1998 : Madame le Proviseur
- 2000 : Avocats et associés (série télévisée), France 2, saisons 1,2,3
- 2001 : Les Ex font la loi
- 2001 : De toute urgence
- 2001 : Les Mains
- 2002 : Si j'étais lui[1]
- 2003 : Le Train de 16h19
- 2005 : Bel-Ami[2]
- 2007 : L'Embrasement
- 2007 : La commune
- 2005 à 2008 : Engrenages
- 2009-2012 : Un village français, saisons 1, 3 (partie 1/2) et 4 (partie 1/2)
- 2015 : Les Fusillés
- 2017 : Guyane
- 2019 : Un homme abîmé

### Scénariste
- 1980 : Cinéma 16 - téléfilm : C'est grand chez toi  de Patrick Jamain
- 1983 : Rock 'n Torah
- 1985 : Le Mariage blues
- 1985 : Les Fanas du ciné
- 1989 : Une saison de feuilles
- 1991 : Ils n'avaient pas rendez-vous
- 1992 : Haute tension
- 1995 : Maria fille de Flandre
- 1997 : Les Braconniers de Belledombre
- 2001 : L'Été des hannetons
- 2001 : Marion et son tuteur
- 2001 : De toute urgence
- 2005 : Bel ami[2]
- 2007 : L'Embrasement
- 2008 : Engrenages
- 2009-2012 : Un village français, saisons 1, 3 (partie 1/2) et 4 (partie 1/2)
- 2010 : Comme une ombre
- 2015 : Les Fusillés

## Récompenses
- Festival de Luchon 2015 : Grand prix et prix du public pour Les Fusillés
- Festival international du film de fiction historique de Narbonne 2015 : Meilleur film et meilleur scénario pour Les Fusillés
- Festival des créations télévisuelles de Luchon 2020 : Prix du meilleur réalisateur pour Un homme abîmé
- Festival de Venice (USA) 2020: Meilleur film unitaire pour Un homme abîmé